# 温多罗克
温多罗克（英語：Window Rock），又译窗石城，是美国亚利桑那州阿帕奇县的一个普查规定居民点，也是美国最大的印第安保留地——纳瓦霍国的首府。纳瓦霍民族委员会和纳瓦霍动植物公园位于温多罗克。2010年美国人口普查时，温多罗克的人口数为2712。

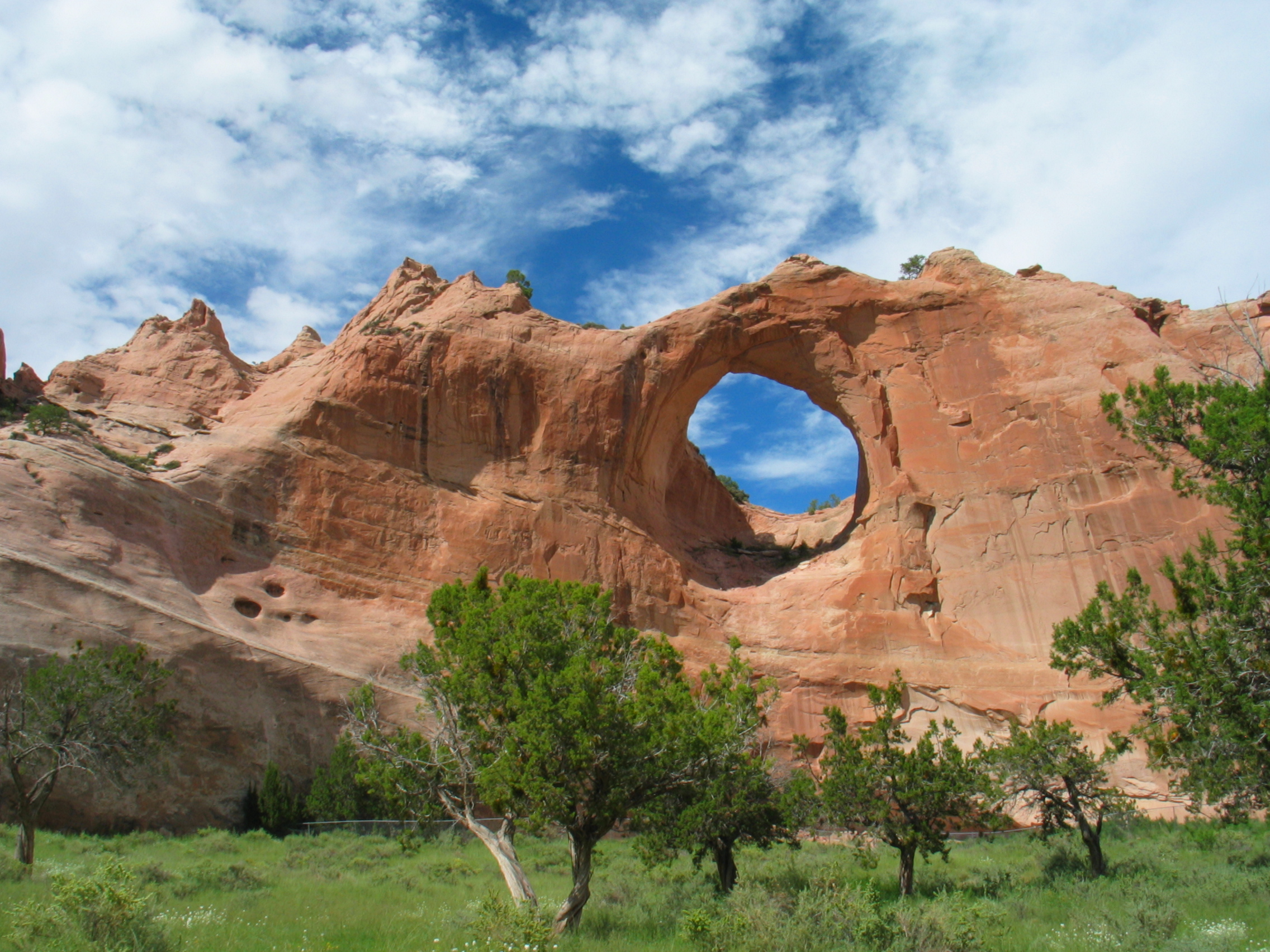
“窗石”

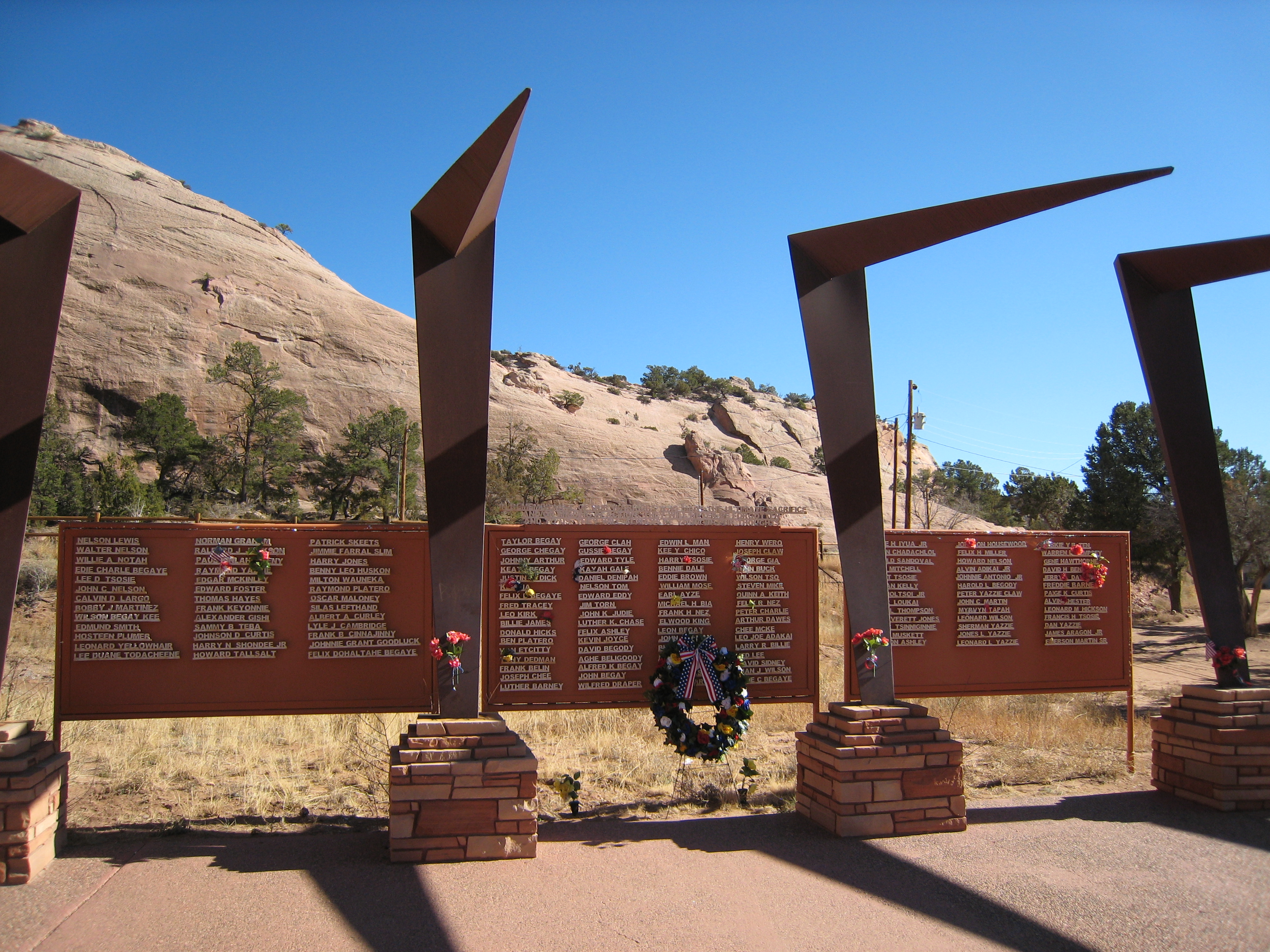
温多罗克附近的纳瓦霍族保留地二战纪念馆